# 王懋竑
王懋竑（1668年—1741年），字予中，号白田，江苏宝应县人。

## 生平
生于清圣祖康熙七年（1668年），少從叔父式丹學習，康熙四十七年（1708年）戊子科鄉試中舉，康熙五十七年（1718年）成戊戌科進士，授官安慶府教授。精研朱熹之學，錢穆說他的成就“主要在考据与注释之两者。”虽所得甚丰，然“自有一限量”。卒于高宗乾隆六年（1741年）。

## 家族
从父王式丹。

## 延伸阅读
[在维基数据编辑]
 《清史稿·卷480》，出自趙爾巽《清史稿》